# Земљотрес у Загребу 2020.
Земљотрес у Загребу 2020. био је земљотрес магнитуде 5,3, тј. 5,5 који се догодио на око 10 km северно од Загреба, 22. марта 2020. године, у 6.24.02 часова по локалном времену. Хипоцентар земљотреса био је на око 10 km дубине. Епицентар је био код места Маркушевец, на јужни падинама планине Медведнице. Био је то најјачи потрес у Загребу, од великог земљотреса из 1880. године.

## Одлике
Загребачки земљотрес догодио се на простору тектонске границе између Динарида и Панонске регије. Предео Загреба и околине, на првом месту планине Медведнице је сеизмички активан, а најјачи потрес догодио се 1880. године. Планина Медведница оивичена је двама изразитим тектонским раседима — Загребачким и Брежичко-Копривничким. Загребачки расед пресеца град и чини га неколико мањих раседа: Подсусед—Маркушевац—Kашина—Зелина и Kерестинец—Илица—Максимир—Сесвете.

## Последице
Интензитет потреса у Загребу био је VII Меркалија, што га сврстава у јаче земљотресе. Потресе тог интензитета осећају сви људи, штета на квалитетним објектима је незнатна, на добро грађеним је приметна, а на старијим и трошним кућама велика. 
У земљотресу је оштећен велики број приватних кућа, за које је процењено да су небезбедне за боравак. Особе које су остале без дома (педесетак људи) смештене су привремено у студентском дому у Цветном насељу. Укупно 26 људи је повређено, од којих 18 особа са тежим повредама. Једна особа је преминула од последица земљотреса, девојчица старости 15 година.

## Штета
У земљотресу је значајно оштећена православна Саборна црква у Загребу. највећу штету претрпео је централни део града, историјско језгро, где је оштећено укупно 66 објеката. Загребачка катедрала претрпела је оштећење једног звоника, али и Базилика срца Исусовог у којој се обрушио свод. 
У потресу су мањим делом оштећени и следећи верски објекти: Самостан светог Фрање Асишког на Каптолу, црква свете Катарина и црква Светог марка у Горњем граду, затим црква Узнесења Блажене Дјевице Марије у Реметама, црква Светог Мирка у Шестинама, као и црква рођења Блажене Дјевице Марије у Гранешини, црква Похода Блажене Дјевице Марије у Чучерју и базилика Мајке Божје Бистричке у Марија Бистрици. 
Потрес је оштетио и зграде Владе Хрватске и Сабора. Штета је причињена и у Клиничко-болничком центру „Ребро” и Клиници за породиље у Петровој улици, као и у Клиници за плућне болести „Јордановац”.
У централном делу града оштећена су забележена и на зградама јавних институција попут објекта Хрватске академије знаности и умјетности, Правног факултета Свеучилишта у Загребу, Хрватске поште, као и Хрватског глазбеног завода, Музеја за умјетност и обрт и Друштва хрватских књижевника (Зграда „Колмар”).